# Großer Pyhrgas
Großer Pyhrgas – szczyt w Alpach Ennstalskich, części Północnych Alp Wapiennych. Leży w Austrii, na granicy dwóch krajów związkowych: Styrii i Górnej Austrii. Na zachód leży Kleiner Pyhrgas (2023 m). Szczyt można zdobyć ze schronisk Hofalmhütte (1305 m), Rohrauerhaus (1308 m) i Bosruckhütte (1036 m).